# القناة الثانية المصرية
القناة الثانية المصرية هي القناة الثانية الأرضية لـجمهورية مصر العربية والتابعة للهيئة الوطنية للإعلام. تبث مباشرةً من مبنى الإذاعة والتلفزيون المصري في القاهرة. عرضت القناة العديد من الأفلام والمسلسلات الاجنبية.